# Holom
Holom est une localité du Cameroun située dans la commune de Guéré, le département du Mayo-Danay et la Région de l'Extrême-Nord, à proximité de la frontière avec le Tchad.

## Population
En 1967 la localité comptait 501 habitants, principalement des Massa.
Lors du recensement de 2005, on y a dénombré 862 personnes.